# DaLeaka Menin
Pour les articles homonymes, voir Menin (homonymie).
Pas d'image ? Cliquez ici

a Compétitions nationales et continentales officielles uniquement.

b Matchs officiels uniquement.
DaLeaka Menin, née le 16 juin 1995, est une joueuse internationale canadienne de rugby à XV évoluant au poste de pilier. Elle joue en Angleterre, aux Exeter Chiefs.

## Biographie
DaLeaka Menin naît le 16 juin 1995. Elle grandit à Vulcan dans l'Alberta. Elle débute le rugby à XV à l'âge de douze ans avec les Calgary Hornets. Elle joue également avec les Dinos de l'Université de Calgary, où elle est étudiante en sociologie.
En 2017, elle est sélectionnée par le Canada pour participer à la Coupe du monde en Irlande.
En 2018, fraichement diplômée, elle part jouer en Angleterre, avec le Loughborough Lightning, en même temps que sa compatriote et coéquipière Emily Tuttosi.
En 2021, elle s'engage avec les Exeter Chiefs. Elle compte 37 sélections en équipe du Canada quand elle est retenue en septembre 2022 pour disputer la Coupe du monde en Nouvelle-Zélande.
À l'automne 2023, elle participe dans ce même pays au WXV.
Au printemps 2024, elle est sélectionnée pour la Pacific Four Series remportée par le Canada. Elle est titulaire lors des trois rencontres et nommée joueuse du match après la victoire historique à Christchurch contre la Nouvelle-Zélande. À l'issue du Championnat d'Angleterre où son équipe est battue en demi-finale, elle est nommée dans le quinze type de la saison.

## Palmarès

### En club
- Finaliste du Championnat d'Angleterre en 2022 et 2023.

### En équipe nationale
- Vainqueur de la Pacific Four Series en 2024.

### Distinctions personnelles
- Membre de l'équipe-type du Championnat d'Angleterre en 2024.